# Harold Connolly
Harold Vincent Connolly (Somerville, 1 de agosto de 1931 – Catonsville, 18 de agosto de 2010) foi um atleta norte-americano, especialista no lançamento do martelo.
Connolly ganhou a medalha de ouro no lançamento do martelo dos Jogos Olímpicos de Verão de 1956 em Melbourne. Durante a sua carreira, tornou-se o primeiro estadunidense a arremessar a mais de 200 pés. Estabeleceu o primeiro de seus seis recordes mundiais pouco antes dos Jogos Olímpicos de 1956, e manteve o recorde mundial por quase 10 anos. Connolly sofreu danos severos do nervo do braço esquerdo durante seu nascimento, o que impediu o desenvolvimento adequado do membro para sempre.
Durante e após sua carreira de atleta, trabalhou como professor em escolas de Santa Mônica. Se aposentou em 1988 e, em seguida, aceitou um cargo como diretor executivo da Special Olympics, onde permaneceu por 11 anos. Até sua morte, treinou jovens atletas e participou de projetos para o desenvolvimento do lançamento do martelo junto da Federação de Atletismo dos Estados Unidos (USATF).
Durante os Jogos de 1956, Connolly iniciou um romance com a lançadora do disco checa Olga Fikotová. Eles se casaram após os Jogos Olímpicos e se divorciaram em 1973. Casou-se com Pat Winslow, ex-atleta de pentatlo.
Harold Connolly morreu aos 79 anos em Catonsville, Maryland.